# Shia LaBeouf
Shia LaBeouf (Los Angeles, 11. lipnja 1986.) američki je glumac, producent i umjetnik performansa. Počeo je karijeru kao dječja zvijezda popularnog TV programa Disney Channel, što mu je otvorilo put za nastup na filmu.
LeBeouf je najpoznatiji po ulogama u filmovima Indiana Jones i kraljevstvo kristalne lubanje, Oko sokolovo, Ubojstvo Jesseja Jamesa od kukavice Roberta Forda, Charliejevi anđeli 2: Punom brzinom te Transformeri, Transformeri: Osveta poraženih i Transformeri: Tamna strana Mjeseca.

## Osobni život
U rujnu 2018. objavljeno je da se par razveo i podnio zahtjev za razvod. Međutim, u veljači 2022. objavljeno je da je Goth trudna s njihovim prvim djetetom. Imaju kćer rođenu u ožujku 2022.

## Vanjske poveznice
- Neslužbena stranica (engl.)
- Shia LaBeouf u internetskoj bazi filmova IMDb-u (engl.)